# IC 3099
IC 3099 ist eine Spiralgalaxie mit aktivem Galaxienkern vom Hubble-Typ Sc im Sternbild Jungfrau auf der Ekliptik. Sie ist schätzungsweise 93 Millionen Lichtjahre von der Milchstraße entfernt und hat einen Durchmesser von etwa 55.000 Lj. Gemeinsam mit IC 3100 und IC 3105 bildet sie das Galaxientrio Holm 160. Unter der Katalogbezeichnung VCC 224 wird sie als Mitglied des Virgo-Galaxienhaufens aufgeführt.

Im selben Himmelsareal befinden sich u. a. die Galaxien IC 3078, IC 3081, IC 3137, IC 3138.
Das Objekt wurde am 14. September 1900 von dem deutschen Astronomen Arnold Schwassmann entdeckt.